# Wyryki
Wyryki è un comune rurale polacco del distretto di Włodawa, nel voivodato di Lublino.
Ricopre una superficie di 219,52 km² e nel 2004 contava 2 888 abitanti.